# کبوتر کوهی کم‌رنگ
کبوتر کوهی کم‌رنگ (نام علمی: Gymnophaps solomonensis) گونه‌ای پرنده از تیرهٔ کبوتران است. این گونه بومی مجمع‌الجزایر سلیمان است، جایی که در جنگل‌های کوهستانی قدیمی و ثانویه زندگی می‌کند. این کبوتر، با جثه متوسط و طول متوسط ۳۸ سانتیمتر (۱۵ اینچ) است و وزنی بین ۳۱۰–۳۸۵ گرم (۱۰٫۹–۱۳٫۶ اونس) دارد. سر و گردن به رنگ خاکستری مایل به سفید، شکم و پایین سینه به رنگ صورتی مایل به نخودی و پوشپرهای مخرج و زیردم به رنگ خاکستری کم‌رنگ هستند. روتنه به رنگ خاکستری دودی است و حاشیه‌های تیره‌تری روی پوشش بال‌ها دارد. هر دو جنس شبیه به هم به نظر می‌رسند، اما ممکن است تفاوت‌های زیادی در ظاهر فردی وجود داشته باشد.